# Josip Plemelj
Josip Plemelj (n. 11 decembrie 1873, Bled, Craina de Munte, Slovenia- d. 22 mai 1967, Ljubljana, Slovenia) a fost un matematician sloven.

## Biografie
În anii 1894-1898 a studiat la Viena, Berlin și Gotingen. În anii 1907-1917 a fost profesor la Universitatea în numele Împăratului Franz-Jozef de la Cernăuți. 
În anii 1919-1920 a fost primul rector și profesor de matematică la Universitatea din Ljubljana. În anul 1957 a devenit profesor emerit la această Universitate.

## Creația matematică
Domeniul principal de preocupări la constituit teoria operatorilor Fredholm. A descoperit seria de funcții biortogonale, care constituie generalizarea funcțiilor ortogonale . Cu numele său au fost numite formulele Plemelj-Sohotskii.

#### Publicații
- Über die Anwendung de Fredholmshen Functionalgleichungen in der Potentialtheorie, Wien, 1903